# 柳韓洋行
柳韓洋行（ユハンヤンヘン、유한양행）は韓国の製薬および化学会社で、1926年に設立され、韓国最長寿企業の一つでる。
大韓民国製薬業界の売上高1位の中堅企業で、本社はソウルにあり、主要製品としてはピコム-C、アンチフラミン、マグビー、エレナ、レクラ真正餐、ツインスター錠、トラジェンタ錠、ビリアッド錠などがある。
会社シンボルは柳。

## 歴史

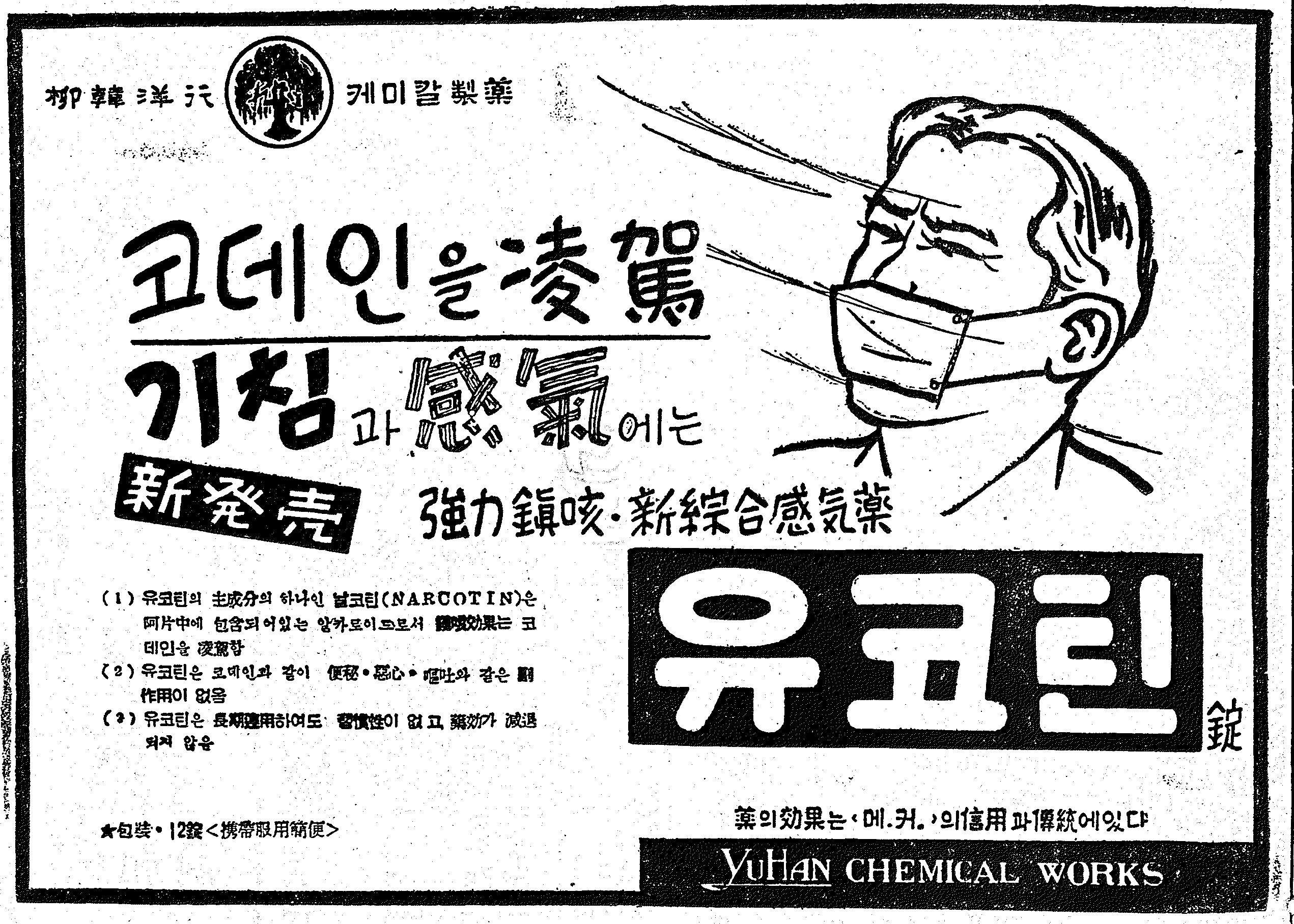
1950年代の新聞広告

1926年創業者柳一韓が柳韓洋行を設立、初期に米国医薬品のみ輸入して1933年にアンチフラミンという国産医薬品生産を始め、1936年に株式会社を転換して素砂の工場及び研究所を建てた。 1937年に2つの海外支社を建て、1945年の光復後、海外および北朝鮮側の財産を失った。 1950年の6.25戦争で操業を中断し、1953年に社屋を再建して操業を再開した。 1957年アメリカアメリカンサイナミド社と技術提携を結び、1962年企業を公開しました。この年に米国マックスファクトと提携して化粧品を作り始め、1969年に専門経営人制度を導入して施行するようになりました。 その後、京畿道始興郡安養邑に原料合成工場を建てた。
1970年キンバリークラークと合弁して柳韓キンバリーを設立しました。1971年創業者の柳一韓博士が他界を受け、1976年に軍砲の総合工場を竣工し、1977年に米国コラックスと合弁し、柳韓コラックス、1982年に柳韓サイナミド及び柳韓スミスクライン、柳韓エスピ、韓国エセックスを、1983年に韓国ヤンセンをそれぞれ建て、 1985年に柳京メディカを設立しました。
1992年にインド現地法人「GTBL」を設立し、1997年に本社新社屋を竣工した後、2006年に長営実賞を受賞しました。

## 主な事業
- 抗生剤
- ビタミン剤
- 胃腸薬
- 鎮痛剤
- 胃潰瘍治療剤
- 新生児呼吸困難症候群治療剤
- 漂白剤
- 石鹸
- エイズ治療中間体
- 健康機能食品
- 動物薬